# The story-faced man
The story-faced man è la seconda raccolta di canzoni di Vinicio Capossela, pubblicata il 25 gennaio 2010 in Inghilterra e il 28 gennaio in Italia. Le tracce provengono dai vari album in studio pubblicati (compresa la cover del 2003 Si è spento il sole)

## Tracce
1. Non trattare - 6:01
2. Il ballo di S. Vito - 3:25
3. Brucia Troia - 4:53
4. La faccia della terra - 5:19
5. Lettere di soldati - 5:43
6. Moskavalza - 5:19
7. Bardamù - 4:32
8. Polka di Warsava (frammento) - 0:45
9. Marajà - 3:28
10. Con una rosa - 5:24
11. Non è l'amore che va via - 4:06
12. Signora luna - 4:15
13. Si è spento il sole - 2:25
14. Che coss'è l'amor - 4:16
15. L'uomo vivo (Inno alla gioia) - 5:06
16. S.S. dei naufragati - 7:37
17. Ovunque proteggi - 5:54